# 기요하라 미유
기요하라 미유(일본어: 清原 みゆう, 2002년 7월 10일~)는 일본의 AV 여배우이다.